# جيسيكا دريك
جيسيكا دريك هي ممثلة إباحية ومعلمة جنسية أمريكية ولدت في 14 أكتوبر 1974 بمدينة سان أنطونيو، تكساس.

## روابط خارجية
جيسيكا دريك على موقع IMDb (الإنجليزية)
- جيسيكا دريك على موقع روتن توميتوز (الإنجليزية)
- جيسيكا دريك على موقع قاعدة بيانات الفيلم (الإنجليزية)
- جيسيكا دريك على موقع ليتربوكسد (الإنجليزية)
- جيسيكا دريك على موقع كينوبويسك (الروسية)